# INFERNO!
「INFERNO!」（インフェルノ）は、成田昭次の2枚目のシングル。

## 概要
10ヶ月ぶりにリリースしたが、暫くの間は数々のバンド活動を行ったため、8年半のブランクが生じた。

## 収録曲
1. INFERNO!
作詞：小竹正人　作曲：成田昭次　編曲：岩田雅之
2. ピリオド
作詞：小竹正人　作曲：成田昭次　編曲：成田忍
3. INFERNO! (inst.)